# 361267 ʻIʻiwi
361267 ʻIʻiwi è un asteroide della fascia principale. Scoperto nel 2006, presenta un'orbita caratterizzata da un semiasse maggiore pari a 2,7023966 au e da un'eccentricità di 0,1476706, inclinata di 7,27245° rispetto all'eclittica.
L'asteroide è dedicato al depranide scarlatto, tramite il suo nome comune in hawaiano, un uccello passeriforme dell'arcipelago.